# Peace Trail
Peace Trail är ett musikalbum av Neil Young som gavs ut 2016 på skivbolaget Reprise Records. Albumet som är Youngs trettiosjätte studioalbum är mestadels akustiskt. Förutom Young medverkar basisten Paul Bushnell och trummisen Jim Keltner. Albumets texter är mycket politiska och tar bland annat upp ämnen som xenofobi. Skivan fick ett blandat mottagande hos musikkritiker och snittar på 57/100 på Metacritic.

## Låtlista
(alla låtar komponerade av Neil Young)
1. "Peace Trail" - 5:32
2. "Can't Stop Workin'" - 2:45
3. "Indian Givers" - 5:41
4. "Show Me" - 4:02
5. "Texas Rangers" - 2:29
6. "Terrorist Suicide Hang Gliders" - 3:17
7. "John Oaks" - 5:12
8. "My Pledge" - 3:54
9. "Glass Accident" - 2:53
10. "My New Robot" - 2:35

## Listplaceringar
- Billboard 200, USA: #76[2]
- UK Albums Chart, Storbritannien: #57[3]
- VG-lista, Norge: #36[4]
- Sverigetopplistan, Sverioge: #14[5]